# Mamelodi Sundowns Football Club
Il Mamelodi Sundowns è una società calcistica sudafricana con sede nella città di Pretoria. Milita nella Premier Division, la massima serie del campionato sudafricano.
Nel suo palmarès figurano 17 campionati nazionali (record), 4 Coppe del Sudafrica, 4 Coppe di Lega e una CAF Champions League, vinta nel 2016. Il primo titolo fu vinto dal club nel 1988.

## Storia
Appartenente all'area di Marabastad, a nordovest di Pretoria, la squadra fu fondata nel 1960 da un gruppo di giovani fra cui Frank "ABC" Motsepe, Roy Fischer, Ingle Singh e Bernard Hartze. Gioca nella Prima Divisione nel 1985. Divenne ufficialmente un club calcistico nel 1970.
Affiliatosi alla Federation Professional Football League nel 1973, nello stesso anno raggiunse la finale della Coca-Cola Cup, persa per 5-3 contro il Berea United.
Nel 1978 la Federation Professional Football League confluì nella National Professional Football League: il Sundowns fu dunque relegato in seconda divisione. Per cinque anni il club battagliò per tornare in massima serie, poi fu sciolto e rifondato a Mamelodi nei primi anni '80.
Nel 1985 il calcio in Sudafrica fu il primo sport ad abbattere le barriere del razzismo: fu costituita la National Soccer League, che raggruppava le più importanti squadre della nazione.
Il Sundowns fu promosso in NPSL nel 1983, ma la stagione d'esordio in massima serie fu piena di difficoltà. Con l'avvento del dirigente Zola Mahobe, nel 1985, e la nomina di Ben Segale ad allenatore, la situazione migliorò.
Nel 1988 la proprietà del club passò nelle mani della Standard Bank, che rilevò il sodalizio da Zola Mahobe. La società andò in liquidazione, ma su iniziativa di Angelo e Natasha Tsichlas, che avviarono i contatti con la banca, fu salvata dalla bancarotta. I due, insieme con Abe Krok, formarono un gruppo di soci che rilevò il 100% del club. Sotto la gestione dei Tsichlas e di Krok la squadra prosperò e divenne la migliore compagine calcistica del Sudafrica. Vinse anche il NSL League Trophy sotto la guida tecnica di Angelo Tsichlas.
Nella stagione 1996-1997 la National Soccer League fu rimpiazzata dalla Premier Soccer League, che il Sundowns si aggiudicò per tre volte consecutive dal 1998 al 2000, oltre a vincere il Bob Save Super Bowl nel 1998 e la Rothmans Cup nel 1999. La squadra raggiunse inoltre la finale della CAF Champions League 2001, dove fu sconfitta per 4-1 tra andata e ritorno dagli egiziani dell'Al-Ahly. La gestione di Tsichlas fece del Mamelodi la squadra sudafricana più vincente del periodo.
Nel 2004 Patrice Motsepe, magnate del settore minerario, rilevò il 51% del pacchetto azionario del club, per poi acquisirne l'intera quota. 
Nel maggio 2006 la squadra vinse il quarto titolo nazionale della propria storia, il primo dopo sei anni. Dopo un inizio titubante della stagione 2006-2007, Gamondi e Tovey furono rimpiazzati in panchina da Gordon Igesund, che riuscì a vincere il campionato, confermando il Mamelodi al primo posto della classifica finale. Il double, però, svanì a causa della sconfitta contro l'Ajax Cape Town nella finale dell'ABSA Cup del 2007.
Il secondo posto del 2009-2010, grazie ad un ottimo girone di ritorno dopo una prima parte di stagione sottotono, non fu sufficiente per la conferma del tecnico bulgaro Hristo Stoičkov.
Nel 2010-2011 il Mamelodi dello spagnolo Antonio López Habas, già vice di Stoičkov, visse un ottimo inizio di campionato e concluse il girone d'andata al primo posto. Nel girone di ritorno la compagine di Pretoria rimase in corsa per il titolo fino alla penultima giornata. Habas si dimise nel febbraio 2011 per ragioni personali e fu sostituito ad interim dal vice Ian Gorowa.
Nel 2011 fu nominato tecnico Johan Neeskens.
Il 4 marzo 2012 il Mamelodi Sundowns vinse per 24-0 in casa del Powerlines, registrando il record di gol di scarto in una sola partita nelle competizioni professionistiche sudafricane.
Il 2 dicembre 2012 assunse la guida della squadra Pitso Mosimane, che portò i suoi alla vittoria di due titoli, nel 2013-2014 e nel 2015-2016, e al primo storico successo internazionale nel 2016. Il 23 ottobre 2016, infatti, il Mamelodi si laureò per la prima volta nella propria storia campione d'Africa, sconfiggendo nella doppia finale di CAF Champions League gli egiziani dello Zamalek per 3-1. Fu un successo che riportò il Sudafrica per la seconda volta sul tetto continentale, dopo il trionfo ottenuto nel 1995 dagli Orlando Pirates, e che fece del Mamelodi la prima squadra di calcio sudafricana a partecipare alla Coppa del mondo per club, dove l'eliminazione avvenne nella gara del secondo turno contro i giapponesi del Kashima Antlers. Nel 2017 il Mamelodi vinse la Supercoppa africana, prima sudafricana a riuscirvi, battendo per 1-0 i congolesi del TP Mazembe. Le affermazioni consecutive in campionato salirono a sette, dal 2017-2018 al 2023-2024, mentre in campo internazionale la squadra si aggiudicò nel 2023 la prima edizione dell'African Football League battendo in finale i marocchini del Wydad Casablanca.

## Organico

### Rosa 2021 - 2022
Aggiornata al 16 gennaio 2022.
| N. |                      | Ruolo | Calciatore         |
| -- | -------------------- | ----- | ------------------ |
| 1  | Zambia (bandiera)    | P     | Kennedy Mweene     |
| 2  | Sudafrica (bandiera) | D     | Mosa Lebusa        |
| 3  | Brasile (bandiera)   | D     | Ricardo Nascimento |
| 4  | Sudafrica (bandiera) | D     | Tebogo Langerman   |
| 6  | Sudafrica (bandiera) | D     | Wayne Arendse      |
| 7  | Venezuela (bandiera) | A     | José Alí Meza      |
| 8  | Sudafrica (bandiera) | C     | Hlompho Kekana     |
| 9  | Zimbabwe (bandiera)  | A     | Cuthbert Malajila  |
| 10 | Sudafrica (bandiera) | C     | Bongani Zungu      |
| 11 | Sudafrica (bandiera) | C     | Sibusiso Vilakazi  |
| 12 | Argentina (bandiera) | A     | Emiliano Tade      |
| 13 | Sudafrica (bandiera) | C     | Tiyani Mabunda     |
| 14 | Uganda (bandiera)    | P     | Denis Onyango      |
| 15 | Sudafrica (bandiera) | C     | Andile Jali        |
| 16 | Sudafrica (bandiera) | D     | Anele Ngcongca     |

| N. |                           | Ruolo | Calciatore         |
| -- | ------------------------- | ----- | ------------------ |
| 18 | Sudafrica (bandiera)      | C     | Themba Zwane       |
| 20 | Sudafrica (bandiera)      | C     | Oupa Manyisa       |
| 21 | Sudafrica (bandiera)      | C     | Sphelele Mkhulise  |
| 22 | Nuova Zelanda (bandiera)  | A     | Jeremy Brockie     |
| 23 | Sudafrica (bandiera)      | D     | Lyle Lakay         |
| 25 | Sudafrica (bandiera)      | A     | Aubrey Ngoma       |
| 26 | Uruguay (bandiera)        | A     | Gastón Sirino      |
| 27 | Sudafrica (bandiera)      | D     | Thapelo Morena     |
| 28 | Liberia (bandiera)        | A     | Anthony Laffor     |
| 29 | Costa d'Avorio (bandiera) | D     | Soumahoro Bangaly  |
| 31 | Sudafrica (bandiera)      | P     | Reyaad Pieterse    |
| 32 | Sudafrica (bandiera)      | D     | Motjeka Madisha    |
| 33 | Sudafrica (bandiera)      | A     | Lebohang Maboe     |
| 34 | Sudafrica (bandiera)      | C     | Phakamani Mahlambi |
| 40 | Sudafrica (bandiera)      | D     | Rivaldo Coetzee    |

## Palmarès

### Competizioni nazionali
- Campionato sudafricano: 18  (record)

1987-1988, 1989-1990, 1992-1993, 1997-1998, 1998-1999, 1999-2000, 2005-2006, 2006-2007, 2013-2014, 2015-2016, 2017-2018, 2018-2019, 2019-2020, 2020-2021, 2021-2022, 2022-2023, 2023-2024, 2024-2025
- Coppa del Sudafrica: 6

1986, 1998, 2008, 2014-2015, 2019-2020, 2021-2022
- Coppa di Lega sudafricana: 4

1990, 1999, 2015, 2019
- MTN 8: 4

1988, 1990, 2007, 2021

### Competizioni internazionali
- CAF Champions League: 1

2016
- Supercoppa CAF: 1

2017
- African Football League: 1

2023

### Competizioni giovanili
- Reserve League: 1

2016-2017

### Altri piazzamenti
- Campionato sudafricano:

Secondo posto: 1990-1991, 1994-1995, 2009-2010, 2014-2015, 2016-2017
Terzo posto: 1986-1987, 2000-2001, 2004-2005
- Coppa del Sudafrica:

Finalista: 1989, 2000, 2001, 2007, 2011-2012, 2023-2024
Semifinalista: 2017-2018, 2024-2025
- Coppa di Lega sudafricana:

Finalista: 1997, 1998, 2007, 2012, 2024
- MTN 8:

Semifinalista: 2024
- CAF Champions League:

Finalista: 2001, 2024-2025
Semifinalista: 2018-2019, 2022-2023, 2023-2024